# Juan Mario Gómez Esteban
Juan Mario Gómez Esteban (ur. 15 lutego 1958 w Portugalete) – hiszpański szachista, arcymistrz od 2004 roku.

## Kariera szachowa
W latach 80. i 90. XX wieku należał do czołówki hiszpańskich szachistów. Pomiędzy 1980 a 2000 rokiem czterokrotnie wystąpił na szachowych olimpiadach, a 1989 i 1992 – na drużynowych mistrzostwach Europy. Wielokrotnie startował w finałach indywidualnych mistrzostwach kraju, w 1980 i 1992 zdobywając medale złote, w 1983 – medal srebrny, a w 2006 – brązowy.
Do sukcesów Juana Mario Gómeza Estebana w turniejach międzynarodowych należą m.in.:
- I m. w Bordeaux (1990),
- I m. w Ceucie (1993),
- III m. w Las Palmas (1993, za Bojanem Kurajicą i Loekiem van Wely),
- dz. II m. w Lizbonie (1993, turniej strefowy, za Miguelem Illesacasm Cordobą, wspólnie z Michele Godeną),
- dz. I m. w Ourense (1995, wspólnie z Luisem Galego i Facundo Pierrotem(inne języki)),
- dz. I m. w Barberze (1995, wspólnie z Jordi Magemem Badalsem),
- dz. II m. w Burgasie (1999, za Javierem Camposem Moreno, wspólnie z Pablo Glaviną Rossim),
- dz. I m. w Elgoibarze (1999, wspólnie z Olegiem Korniejewem),
- dz. I m. w Ayamonte (2002, wspólnie z Jose Candelą Perezem(inne języki)),
- dz. I m. w Logrono (2004, wspólnie z Martinem Lorenzini(inne języki) i Rodneyem Perezem(inne języki)),
- dz. II m. w Lorce (2005, otwarte mistrzostwa Hiszpanii, za Manuelem Rivasem Pastorem, wspólnie z m.in. Salvadorem Del Rio Angelisem i José Luisem Fernándezem Garcíą),
- II m. w Salcedo de Pielagos (2007, za Roberto Cifuentesem Paradą),
- I m. w Barakaldo (2008).

Najwyższy ranking w dotychczasowej karierze osiągnął 1 października 2000 r., z wynikiem 2519 punktów dzielił wówczas 4. miejsce (wspólnie z Davidem Garcíą Ilundáinem) wśród hiszpańskich szachistów.